# Locomotiva SAR 25
Le locomotive SAR Class 25 sono state delle locomotive a vapore delle South African Railways (SAR) (Ferrovie del Sudafrica) entrate in servizio fra il 1953 e il 1955 e utilizzate per la trazione di treni viaggiatori e merci.
Tra le loro particolarità tecniche si segnala l'impiego di un condensatore del vapore di scarico, utilizzato per reintegrare la scorta dell'acqua di alimentazione e consentirne l'impiego su linee attraversanti zone con scarsissime risorse idriche.
Nello stesso periodo la SAR pose in servizio le locomotive del gruppo 25NC, che erano la versione senza condensatore delle 25.

## Costruzione

### Premesse
A causa delle difficoltà incontrate per un adeguato approvvigionamento idrico in regioni aride come il Grande Karoo tra il fiume Touws e De Aar e nell'Africa del Sud Ovest, le SAR già alla fine degli anni trenta cominciarono a prendere seriamente in considerazione la possibilità di introdurre locomotive a vapore con condensatore. Dapprima fu considerata la possibilità di convertire le locomotive del gruppo 12A in macchine con condensatore, ma questa possibilità non fu mai realizzata.
Dopo la seconda guerra mondiale vennero effettuati studi e prove su locomotive del gruppo SAR 20 modificate con tender a condensazione. Durante le prove compiute nel 1950-1951 sulle linee attraversanti il Transvaal, il Karoo e l'Africa del Sud Ovest furono riscontrati dei risparmi del 90% circa di acqua e del 10% di carbone. Tali risultati condussero alla decisione di progettare un nuovo gruppo di locomotive con condensatore.

## Costruttori
Il risultato finale del progetto, il gruppo 25 con condensatore, può essere considerato il miglior progetto di locomotiva a vapore non articolata delle SAR. Esso fu eseguito sotto la direzione di L. C. Grubb, chief mechanical engineer (CME) delle SAR dal 1949 al 1954.
Il progetto del sistema del condensatore della macchina e del tender a condensazione fu compiuto dalla Henschel & Sohn, che costruì una locomotiva completo di tender, la SAR 3451, numero di fabbrica 28730. Questa locomotiva venne inviata a Glasgow alla North British Locomotive Company (NBL), che costruì le unità SAR 3452-3540 e le prime undici, numerate SAR 3401-3411, del gruppo 25NC senza condensatore. Le locomotive del gruppo 25 furono consegnate tra il 1953 e il 1955.
La Henschel costruì le altre trentanove locomotive senza condensatore, SAR 3412-3450, così come sessantuno tender con condensatore, di cui deteneva il brevetto. Gli altri ventinove tender con condensatore furono costruiti dalla NBL. Un ulteriore tender con condensatore fu costruito nell'officina di Salt River delle SAR su un telaio di riserva e consegnato come parte dell'ordine originale.
I tender risultarono essere così grandi e complessi che la Henschel assegnò loro dei propri numeri di fabbrica. Con circa 18 m (58 piedi) di lunghezza sono di 4,9 m circa più lunghi delle rispettive macchine. Un terzo della lunghezza totale del tender è occupato dal serbatoio dell'acqua e dalla cassa del carbone, mentre il resto è occupato da otto grandi radiatori su ciascun lato, raffreddati da cinque ventilatori azionati a vapore montati sul tetto.
I tender con condensatore furono classificati come CZ, poiché CZ era anche la targa degli autoveicoli di Beaufort West, la capitale del Karoo, dove le 25 avrebbero svolto il proprio servizio.

## Caratteristiche
Furono utilizzati solo dei cuscinetti a rulli, anche per i carrelli (a tre sale) del tender, per le bielle motrici e accoppiate di accoppiamento e per le teste a croce, mentre i carrelli anteriore e posteriore della macchina ebbero boccole di tipo Cannon. I cilindri e le loro incastellature furono fusi in un solo pezzo, mentre i cilindri e i cassetti della distribuzione furono eseguiti in acciaio e dotati di rivestimenti in ghisa. L'intelaiatura del tender fu anch'essa fusa in un unico pezzo d'acciaio. Il rodiggio montato su cuscinetti a rulli consentì di ridurre la forza necessaria per il moto della macchina.
Le teste a croce, del tipo Alligator, erano divise sulla linea centrale verticale e posizionate circa alla fine delle bielle e avevano tre cerchi di profilo conico impegnati in scanalature inserite nelle teste a croce. Le bielle accoppiate differivano dal solito nella disposizione di tre bielle indipendenti, che così eliminò quattro snodi e perni.

## Il sistema del condensatore
Il sistema del condensatore delle locomotive del gruppo 25 consentiva di riutilizzare il vapore scaricato dal motore facendolo trasformare in acqua da reimmettere nella scorta per ricominciare il ciclo di vaporizzazione. Poiché il vapore di scarico, non essendo espulso dal camino, non generava il tiraggio forzato, per ottenerlo nella camera a fumo era inserito un turboventilatore azionato a vapore allineato con l'eiettore e il camino, dotato di deflettori per prevenire che la cenere e le polveri causassero un'eccessiva usura delle pale della ventola. La maggior parte della cenere e delle polveri si raccoglievano sul fondo della camera a fumo, da dove erano scaricate attraverso un tubo eiettore a vapore di scarico posto davanti al camino.
Il turboventilatore e l'assenza dei colpi di scappamento tipici del tiraggio forzato tradizionale durante il funzionamento generavano un caratteristico ululato, che si sommava al normale rumore del motore e degli altri organi. Un altro elemento distintivo del gruppo 25 era il coperchio frontale della camera a fumo, che aveva la forma di un banjo. Il vapore di scarico attraverso un grosso tubo posto sul lato sinistro della macchina veniva portato al sistema del condensatore, ubicato nel tender, dove cinque turbine a vapore azionavano i ventilatori che si aprivano sull'imperiale, i quali aspiravano l'aria dall'esterno e la inviavano al complesso dei radiatori, posti sulle pareti esterne del tender.
Il sistema ha dimostrato di essere estremamente efficiente: il consumo di acqua era ridotto di ben il 90% e riutilizzava la stessa acqua fino a otto volte, dando alla locomotiva un'autonomia di 800 km (500 miglia) tra una rifornimento d'acqua e il successivo. Inoltre, l'acqua di alimentazione riciclata essendo già calda determinava un consumo di carbone significativamente ridotto.

## Difficoltà iniziali
Subito dopo l'immissione in servizio, tuttavia, si ebbero problemi a causa della debolezza delle bielle di accoppiamento: si guastavano i cuscinetti di biella e si generavano delle crepe nella trave in movimento della testa a croce Alligator. Dopo alcune ricerche compiute dai tecnici delle SAR, con l'assistenza del Consiglio sudafricano per la ricerca scientifica e industriale (CSIR), le teste a croce, le barre delle loro slitte e le bielle accoppiate vennero modificate: le teste a croce furono modificate nel tipo con cuscinetti multipli con singole staffe di guida, mentre le tre bielle accoppiate indipendenti furono sostituite con le più tradizionali bielle accoppiate uniche con snodi.
Molti problemi dettero le apparecchiature per il tiraggio forzato. Le pesanti pale del turboventilatore si usuravano al bordo e si ebbero fratture delle lame sia del ventilatore sai delle ruote delle turbine a vapore. Questi guasti comportarono lunghe indagini da parte dei tecnici delle SAR, della Henschel e del CSIR.
Un primo tentativo di risolvere il problema della frattura della lama compiuto aumentando l'ampiezza delle radici della lama da 7 a 14 millimetri (0,28-0,55 pollici) fu senza successo. Prove di fatica e analisi dello stress mostrarono che entrambi gli spessori delle lame s'erano guastate per fatica nei raccordi concavi dei taglienti come conseguenza delle ripetute variazioni del carico centrifugo a causa di variazioni di velocità di rotazione della turbina. La soluzione fu trovata quando si comprese che nessuna delle singole lame "blocco", che erano sostenute da due spine coniche, di qualsiasi rotore s'era mai guastata. Quando tali perni conici furono introdotti anche tra tutte le altre lame nei rotori, le prove di fatica dimostrarono che questo li rendeva notevolmente più resistenti. Il disegno fu modificato di conseguenza e il problema fu risolto. Qualche tempo dopo si riscontrò che le lame saldate sul bordo del rotore erano una alternativa più efficace ed economica.

## Esercizio
Le locomotive del gruppo 25 furono costruite appositamente per il servizio sulle linee attraversanti il Karoo e il Kalahari, dove l'acqua scarseggia. Inizialmente prestarono servizio sulla linea principale non elettrificate dal fiume Touws a De Aar, via Beaufort West, trainando tutti i treni merci e passeggeri, come il Blue Train. Quando la sezione dal fiume Touws a Beaufort West fu elettrificata, il gruppo 25 continuò a prestare servizio tra Beaufort West e De Aar, e quindi anche tra De Aar e Kimberley, oltre Kimberley verso Bloemfontein, a est, e verso ovest da Kimberley a Postmasburg, Hotazel e Sishen nel Kalahari, al traino di treni carichi di minerali di ferro e di manganese.

## La ricostruzione
Le locomotive del gruppo 25 erano macchine complesse che avevano oneri di manutenzione elevati, specialmente per la turbina del soffiante nella camera a fumo, le cui pale dovevano essere sostituite spesso a causa dell'usura causata dalle particelle solide presenti nei fumi di scarico. Il tender con condensatore era altrettanto complesso e necessitava di frequenti e costose operazioni di manutenzione. Tra il 1973 e il 1980, dopo aver servito per 20 anni e in parte a causa della diffusione della trazione elettrica e Diesel-elettrica sulle linee precedentemente servite esclusivamente dalle 25, tre locomotive con condensatore, numerate 3451, 3511 e 3540, in occasione delle grandi riparazioni furono trasformate in locomotive a scarico libero. Esse vennero riclassificate nel gruppo 25NC.
La prima trasformazione fu eseguita nell'officina di De Aar e riguardò la locomotiva 3452. La turbina e il tubo di scarico del vapore furono rimossi dalla camera a fumo e sostituiti con un eiettore e un camino, mentre il tender fu privato del condensatore ma mantenne il serbatoio originale dell'acqua di rifornimento, i serbatoi della condensa e le pompe di alimentazione. Il telaio dei radiatori e l'tetto furono coperti con pannelli di lamiera. L'aspetto generale della locomotiva cambiò di poco, essendo esteticamente migliore di quello delle macchine trasformate successivamente, le sue scorte d'acqua risultarono insufficienti.
Il resto del gruppo fu ricostruito nelle officine di Salt River a Città del Capo. I tender con condensatore furono ricostruiti come tender ordinari, eliminando i radiatori e i ventilatori e sostituendoli con un massiccio serbatoio dell'acqua semicilindrico. La forma e l'aspetto del tender ricostruito furono dettati da considerazioni statiche. Si era ritenuto di accorciare il telaio, ma alla fine lo si mantenne com'era. Il telaio in acciaio fuso del tender era molto lungo e tendenzialmente flessibile, ma la presenza dei radiatori e del tetto contribuiva notevolmente alla rigidità verticale. La forma finale del serbatoio, con la sua parte superiore semicircolare saldata al serbatoio dell'acqua originale tramite i supporti già del ventilatore e i grandi fazzoletti triangolari fissati ai lati del carbonile che si estendevano oltre il punto medio del telaio, garantirono una sufficiente resistenza. Utilizzare il serbatoio e il carbonile del tender del gruppo 25NC su quello del tipo CZ avrebbe oltrepassato di molto il massimo carico accettabile senza deformazioni delle travi. Le locomotive ricostruite con questi tender furono presto soprannominate "Worshond" (bassotto).
Quando le locomotive del gruppo 25 con condensatori vennero trasformate in 25NC senza condensatori le targhe furono riprodotte aggiungendo l'acronimo "NC" (non condensaing) accanto al "25" preesistente, con un aspetto conseguentemente slineato. Le locomotive con tutti e quattro i caratteri allineati e centrati furono perciò identificabili come appartenenti al gruppo 25NC originale. Dopo la trasformazione queste locomotive prestarono servizio per altri undici anni prima di essere ritirate dal parco delle SAR quando la trazione a vapore fu completamente sostituita da quelle elettrica e Diesel-elettrico.

## Galleria d'immagini
|  |  |

|  |  |  |

### Fonti a stampa
- Richard Roosen, Class "25" condensing locomotives on the South African Railways. Design and operating experiences. Paper Nº 607, in Journal of the Institution Locomotive Engineers, vol. 50, n. 274, 1961,  pp. 243–282.

### Storiografia e complementi
- (EN) D. F. Holland, Steam Locomotives of the South African Railways, volume 2: 1910-1955, Newton Abbott, David & Charles, 1972, ISBN 0-71535-427-2., pp. 108–111.
- Luciano Greggio, Le locomotive a vapore. Modelli di tutto il Mondo dalle origini ad oggi con dati tecnici, Milano, Mondadori, 1977, ISBN., pp. 220, 252-253.
- (EN) Leith Paxton, David Bourne, Locomotives of the South African Railways, Città del Capo, Struik, 1985, ISBN 0869772112., pp. 78–79
- Diavolo blu, in I treni oggi, vol. 8, n. 67, 1987,  pp. 29-31.
- (EN) A. E. Durrant, Twilight of South African Steam, Newton Abbott, David & Charles, 1989, ISBN 0-71538-638-7.
- (DE) Siegfried Kademann, Wolfgang Messerschmidt, Henschel Lokomotiven von 1848 bis zum Intercity, Solingen, Bechtermünz Verlag, 1995, ISBN 3-86047-121-X. pp. 131, 135
- Francesco Pozzato, I giganti a scartamento ridotto. Le locomotive Gruppo 25 e 25NC delle SAR-SAS, in Tutto treno, vol. 12, n. 119, 1999,  pp. 15-19.
- (EN) John N. Middleton, Railways of Southern Africa Locomotive Guide - 2002 (as amended by Combined Amendment List 4, January 2009), Herts, Beyer-Garratt Publications, 2002, ISBN. (2ª edizione, dicembre 2002).

### Fonti elettroniche
- Stefan Matthäus, David Resch, Kondenslok. Sito sulla storia e la tecnica delle locomotive a vapore con condensatore.